# Pääskülai vasútállomás
A Pääskülai vasútállomás (észtül: Pääsküla raudteejaam) Tallinn Nõmme kerületének Pääsküla városrészében, a Tallinn–Keila-vasútvonal mentén található vasútállomás. A vasútállomástól vasúton 11 km található a Balti pályaudvar Tallinnban. Az állomáson az Elron vasúttársaság Tallinnból Keila, Paldiski, Riisiperre és Kloogaranda irányába közlekedő villamos és dízel motorvonatok állnak meg. Az állomás mellett található az Elron motorvonatait kiszolgáló Pääskülai járműtelep, amelyhez az állomásról egy kijárati vágány vezet.
Az állomáson három párhuzamos vágány és két 150 m hosszú peron található.

## Közlekedési kapcsolatok
A vasútállomás autóbuszos kapcsolattal rendelkezi. A Pärnui úton található a Pääsküla jaam (Pääskülai vasútállomás) nevű buszmegálló. Itt átszállási lehetőség van a tallinni kikötő D termináljáig közlekedő 20-as, valamint a Harkujärve és Laagri között közlekedő a 27-es autóbuszokra. A vasútállomástól távolabb, a Szabadság sugárúton (Vabaduse puiestee) a 18-as és a 14-es autóbuszok, valamint a Kadaka sugárúton a 10-es autóbusz megállója található.